# Mattbakig veddyngmygga
Mattbakig veddyngmygga (Ectaetia platyscelis) är en tvåvingeart som först beskrevs av Friedrich Hermann Loew 1869.  Mattbakig veddyngmygga ingår i släktet Ectaetia och familjen dyngmyggor. Arten är reproducerande i Sverige. Inga underarter finns listade i Catalogue of Life.